# Кукезів
Ку́кезів — село в Україні, у Львівському районі Львівської області. Населення за переписом 2001 року становило 386 осіб. Орган місцевого самоврядування — Новояричівська селищна рада.
В селі розташована церква (1928 року). Діє Народний дім, бібліотека, школа, дитячий садок, медичний заклад.

## Археологічне насліддя
На території села виявлено поховання мідно-кам'яної доби (ІІІ тис. до н. е.).

## Перша згадка
Вперше згадується у писемних джерелах 1438 року.

## Історія
Першими відомими власниками містечка Кукизова у Львівській землі була шляхетська родина Гербуртів, що мала саксонське походження. Власником поселення був майбутній белзький каштелян Ян Гербурт, на його прохання в 1538 році король Сигізмунд I Старий надав дозвіл на права міста Кукезову.
У XVII столітті як посаг дружини — Реґіни з Гербуртів — містечко отримав Станіслав Жолкевський. Пізніше містечко перейшло до Собеських. 1699 року Константій Владислав Собеський з дозволу короля Августа II надав Кукезову привілей на магдебурзьке право. У привілеї наводився опис герба, який було дозволено вживати містечку: «На червоному тлі поставлений стовпом золотий ключ, обернений борідкою ліворуч». Герб дещо нагадував польський шляхетський знак «Ясенчик», але відрізнявся від нього барвою тла й, очевидно, був символічним зображенням «ключа від міста».
Після 1772 року Кукизів було приписано австрійським урядом до Львівської округи, а у XIX столітті — до Львівського повіту. Як і раніше, за ним зберігався статус містечка та герб, підтверджений за описом від 1699 року, що, зокрема, відзначали «Географічний словник Королівства Польського», виданий у Варшаві у 1880—1895 роках, та реєстр Ф. Ковалишина.
Наприкінці XVI — на поч. XVII ст. містечко перейшло у власність гетьмана Станіслава Жолкевського, згодом — родини Собеських. Польський король Ян III Собеський зробив Кукезів своєю резиденцією, 1690 року збудував тут палац. Його син Костянтин поновив маґдебурзьке право. У цей період Кукезів розширився. 1740—1764 — у власності родини Радзивіллів, 1764—1810 — Яблоновських, від 1810 — Стшелецьких. 
Після 1-го поділу Польщі 1772 року Кукезів відійшов до Австрії (від 1867 — Австро-Угорщина). 1919–39 — знову у складі Польщі, адміністративно належав до Старояричівської ґміни Львівського повіту Львівського воєводства. В 1921 році тут мешкало 423 українці та 314 поляків. За переписом 1931 року населення складало 723 особи, з них близько 59 % українців, 35 % поляків і 6 % євреїв. В 1939 Кукезів відійшов до УРСР. Від червня 1941 до липня 1944 знаходився під німецько-фашистською окупацією. В околицях до середини 1950-х рр. діяло підпілля ОУН–УПА.

## Населення

### Мова
Розподіл населення за рідною мовою за даними перепису 2001 року:
| Мова       | Кількість | Відсоток |
| ---------- | --------- | -------- |
| українська | 386       | 100%     |

## Відомі люди
- Вантух Олег Амвросійович (1971—2015) — старшина Збройних сил України, учасник російсько-української війни[6]
- Богдан Януш — один з учнів Карела Гадачека — школярем проводив дослідження цвинтаря в Кукезові.[7]
- Антоніо Кастеллі — надвірний архітектор королевича Якуба Собеського, автор проєкту місцевого костелу.[8]
- Ян Домбський — польський політик, дипломат, журналіст, в.о. Міністра закордонних справ (1921).